# Philodryas
Philodryas là một chi rắn, thuộc họ Rắn nước (Colubridae). Chúng là chi đặc hữu của Nam Mỹ.

## Các loài và phân bố địa lý
Dưới đây là danh sách các loài được công nhận thuộc về chi và nơi phân bố của chúng:
- Philodryas aestiva (A.M.C. Duméril, Bibron & A.H.A. Duméril, 1854) – bắc Argentina, Bolivia, đông nam Brazil, Paraguay, Uruguay
- Philodryas agassizii (Jan, 1863) – đông bắc Argentina, nam/tây nam Brazil, nam Paraguay, Uruguay
- Philodryas amaru Zaher et al., 2014 – Ecuador
- Philodryas argentea (Daudin, 1803) – tây bắc Nam Mỹ
- Philodryas arnaldoi (Amaral, 1932) – đông nam Brazil
- Philodryas baroni Berg, 1895 – bắc Argentina
- Philodryas boliviana Boulenger, 1896 – Bolivia
- Philodryas chamissonis (Wiegmann, 1834) – Chile
- Philodryas cordata Donnelly & C. Myers, 1991 – Venezuela
- Philodryas erlandi Lönnberg, 1902 – Paraguay, đông nam Bolivia, bắc Argentina
- Philodryas georgeboulengeri Grazziotin et al., 2012 – Bolivia, Brazil, Peru
- Philodryas laticeps F. Werner, 1900 – Bolivia, Brazil
- Philodryas livida (Amaral, 1923) – Brazil
- Philodryas mattogrossensis Koslowsky, 1898 – Bolivia, tây nam Brazil, Paraguay
- Philodryas nattereri Steindachner, 1870 – WC Brazil, Paraguay
- Philodryas olfersii (Lichtenstein, 1823) – Argentina, Bolivia, tây Brazil, Paraguay, đông Peru, Uruguay
- Philodryas patagoniensis (Girard, 1857) – Argentina, Bolivia, Brazil
- Philodryas psammophidea Günther, 1872 – Argentina, tây & nam Brazil
- Philodryas simonsi Boulenger, 1900 – Ecuador, Peru
- Philodryas tachymenoides (Schmidt & Walker, 1943) – Chile, Peru
- Philodryas trilineata (Burmeister, 1861) – Argentina
- Philodryas varia (Jan, 1863)[4] – Argentina, Bolivia
- Philodryas viridissima (Linnaeus, 1758) – bắc Nam Mỹ ở lưu vực sông Amazon và sông Paraguay[5]